# Sandhausen (Osterholz-Scharmbeck)
Sandhausen ist ein Ortsteil der Kreisstadt Osterholz-Scharmbeck im niedersächsischen Landkreis Osterholz.

## Geografie
Der Ort liegt nordöstlich der Kernstadt Osterholz-Scharmbeck an der B 74. Östlich erstreckt sich das 254 ha große Naturschutzgebiet (NSG) Moor bei Niedersandhausen und südöstlich das 185 ha große NSG Pennigbütteler Moor.

## Geschichte
Sandhausen wurde im Rahmen der Moorkolonisierung des Teufelsmoores 1780 gegründet. 1789 hat der Ort über fünf Häuser verfügt, in denen 19 Einwohner, darunter neun Kinder, lebten. Im Jahr 1910 hatte der Ort 178 Einwohner.

## Gebäude
- Windmühle Sandhausen als Galerieholländer von 1795, bis 1920 im Betrieb, seit 2005 wieder funktionsfähig
- Hofanlage Niedersandhausen 1 aus dem 19. Jahrhundert in Fachwerk

## Vereine
- Der TSV Sandhausen 1965 gegründet.[3]